# سلیو سیلوا دو ناسیمنتو
سلیو سیلوا دو ناسیمنتو (به پرتغالی: Vagno Célio do Nascimento Silva) مدافع اهل برزیل است که در شهر Miracema، ایالت ریو د ژانیرو و در تاریخ ۲۰ مهٔ ۱۹۶۸ به دنیا آمده‌است.
سلیو سیلوا دو ناسیمنتو در تیم‌های فوتبال Americano - RJ سابقهٔ حضور دارد.